# Wim van Heugten
Wilhelmus Antonius Maria (Wim) van Heugten (1913 - 1999) was een Nederlandse journalist en hoofdredacteur, en werd in zuidoostelijk Noord-Brabant regionaal bekend als dichter. Hij was voornamelijk bekend onder zijn voorletters W.A.M.. In 1978 was hij medeoprichter van Heemkundekring H.N. Ouwerling te Deurne. Hij ligt begraven op algemene begraafplaats Jacobshof te Deurne. 
Van Heugten was getrouwd met Petronella Dings (1918-2011) en had meerdere kinderen, onder wie Wim (1949) en Wiro (1950-2013), die beiden actief waren op amateurhistorisch vlak.

## Tweede Wereldoorlog
Site met uitgebreide informatie over zijn dubieuze oorlogsverleden